# Richard Rodney Bennett
Richard Rodney Bennett, Kt, CBE (Broadstairs, 29 de março de 1936 — Manhattan, 24 de dezembro de 2012) foi um compositor inglês famoso por suas trilhas sonoras para filmes e de sua performance para o Jazz, tanto pelos seus concertos. Ele viveu na cidade de Nova York entre 1979 e 2012, ano de sua morte, na véspera de Natal.